# Daniel Jouanneau
Pour les articles homonymes, voir Jouanneau.
Daniel Jouanneau (né en 1946) est un diplomate français.

## Biographie
Né le 15 septembre 1946 à Vendôme, Daniel Jouanneau est diplômé de l'Institut d'études politiques de Paris (section Service public, promotion 1966), titulaire d'une maîtrise en droit public et ancien élève de l'École nationale d'administration (promotion Robespierre, 1970).

### Carrière
Il sert au ministère des Affaires étrangères de 1970 à 2011. À l'administration centrale, il suit les questions européennes, successivement comme rédacteur à la direction des affaires juridiques, sous-directeur d'Europe occidentale à la direction d'Europe, puis chef du service de coopération économique à la direction des affaires économiques et financières. Il est chef du Protocole sous l'autorité du président François Mitterrand (1993-1995) puis du président Jacques Chirac (1995-1997). Il dirige l'Inspection générale des affaires étrangères de 2000 à 2004.
À l'étranger, il exerce les fonctions de premier secrétaire, attaché de presse au Caire ; consul général à Salisbury puis chargé d'affaires au Zimbabwe ; chef de la mission de coopération et d'action culturelle à Conakry, consul général à Québec (1987-1989). Il sera ambassadeur à quatre reprises : au Mozambique (1990-1993 avec accréditation au Lesotho et au Swaziland), au Liban (1997-2000), au Canada (2004-2008) et au Pakistan (2008-2011).
De 2011 à 2016, il sert à la Cour des comptes (quatrième chambre) en qualité de conseiller maître en service extraordinaire.
Lorsqu'il quitte l'administration en 2016, il crée DJ Conseil, dont la vocation est d'accompagner les entreprises françaises dans leur développement international, et les sociétés étrangères qui envisagent ou veulent renforcer une implantation en France.
Daniel Jouanneau préside la Chambre de commerce France-Canada depuis février 2017.
Il est élu le 2 juin 2023 membre titulaire de l'Académie des sciences d'Outre-mer.
À l'occasion de l'élection présidentielle de 2017, il fait partie des 60 diplomates qui apportent leur soutien à Emmanuel Macron.

## Décorations
Il est  Commandeur de la Légion d'honneur,  Officier de l'ordre national du Mérite et membre du conseil de l'ordre de la Légion d'honneur.

## Ouvrages
- 1980 : Le GATT, Paris, Presses universitaires de France, coll. « Que sais-je ? » (no 1858), 127 p. (ISBN 2-13-036510-8).
  - 2e édition : Le GATT, 1987  (ISBN 2-13-040153-8).
  - 3e édition : Le GATT et l'Organisation mondiale du commerce, 1996  (ISBN 2-13-047827-1).
  - 4e édition : L'Organisation mondiale du commerce, 2003  (ISBN 2-13-053340-X).
- 1983 : Le Zimbabwe, Paris, Presses universitaires de France, coll. « Que sais-je ? » (no 2100), 127 p. (ISBN 2-13-037919-2).
- 1995 : Le Mozambique, Paris, Karthala, coll. « Méridiens : peuples et pays du monde », 202 p. (ISBN 2-86537-553-6, lire en ligne).
- 2019 : Dictionnaire amoureux de la diplomatie  (ill. Alain Bouldouyre), Paris, Plon, coll. « Dictionnaire amoureux », 669 p. (ISBN 978-2-259-25272-0).
- 2021 : Souvenirs d'un chef du protocole, Paris, Plon, 301 p. (ISBN 978-2-259-30731-4).